# Provincia fitogeográfica de la Payunia

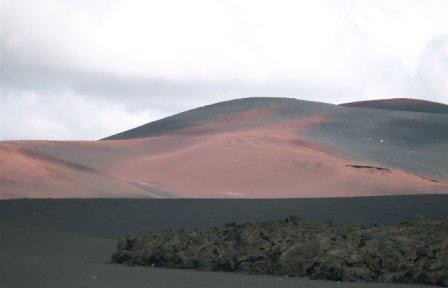
Reserva Provincial La Payunia.

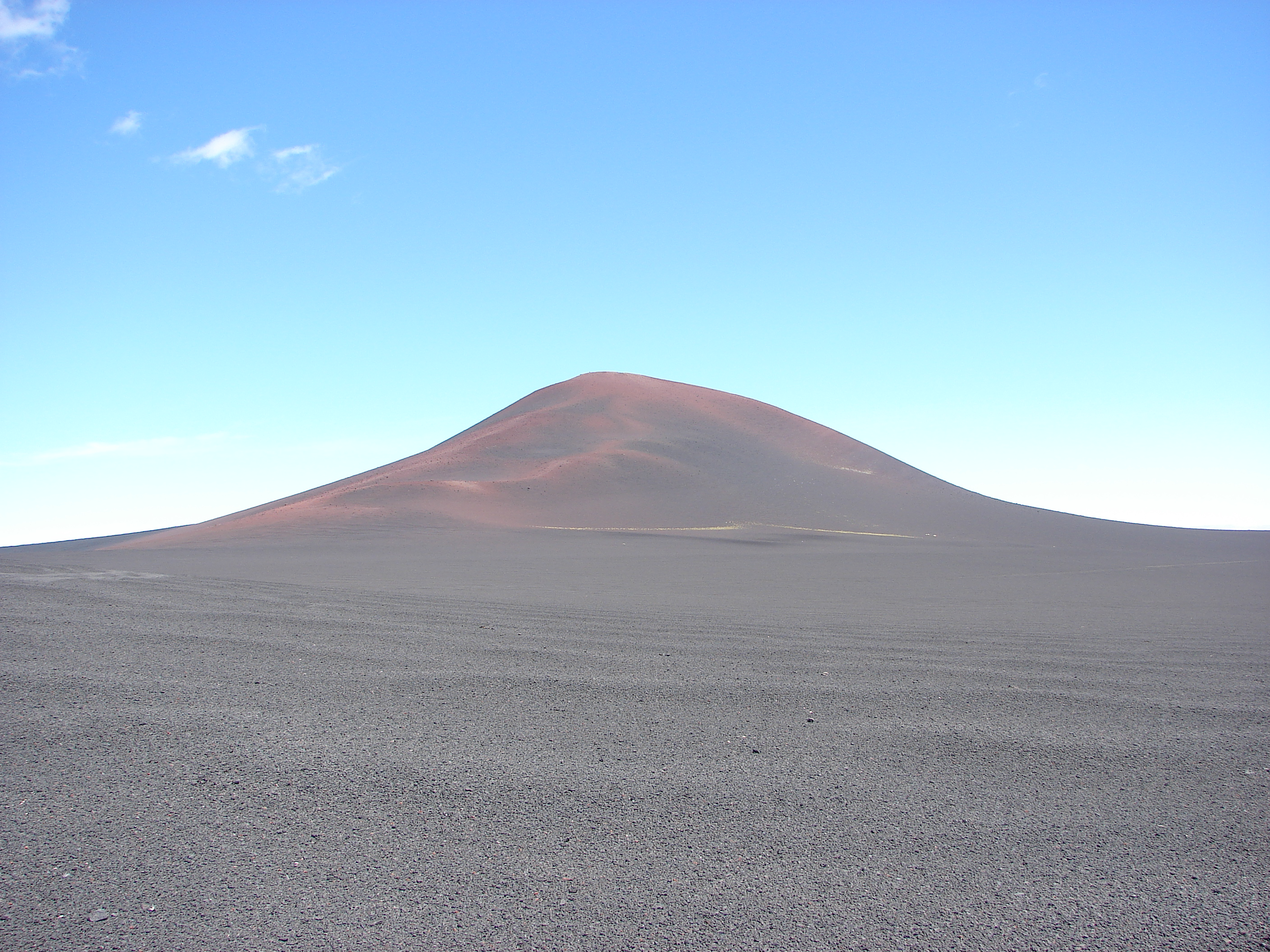
Cerro morado, Provincia fitogeográfica de la Payunia.

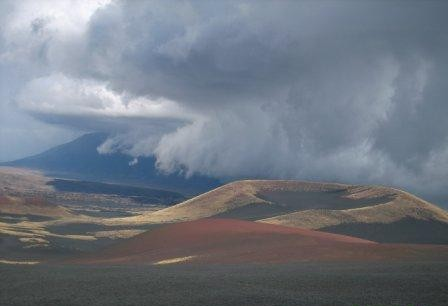
Provincia fitogeográfica de la Payunia.

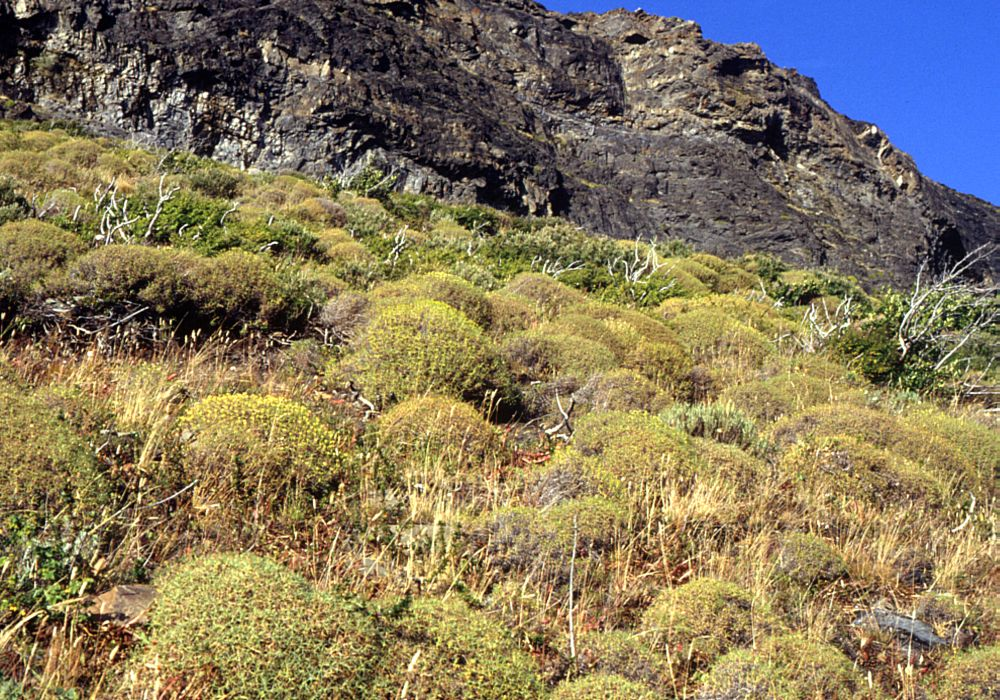
El neneo (Mulinum spinosum), es un arbusto dominante en esta formación.

La Provincia fitogeográfica de la Payunia es una de las secciones en que se divide el Dominio fitogeográfico Andino-Patagónico. 
Durante mucho tiempo se la trató solo como un Distrito fitogeográfico dentro de la Provincia fitogeográfica Patagónica hasta que Eduardo Martínez Carretero, luego de efectuar un profundo estudio florístico y fitogeográfico, concluyó que la Payunia posee los atributos para ser considerada como una Provincia fitogeográfica aparte. Incluye en su mayor parte formaciones arbustivas abiertas y estepas herbáceas. Se ubica en el noroeste de la región patagónica de la Argentina.

## Sinonimia
También fue llamado: Distrito fitogeográfico Patagónico de la Payunia, Distrito fitogeográfico de la Payunia, Distrito de la Payunia, y en el contexto patagónico en general: Formación Patagónica, Estepa Patagónica, Desierto Patagónico, Erial Patagónico, Semidesierto Patagónico.

## Distribución
Según la clasificación de Ángel Lulio Cabrera, esta Provincia fitogeográfica comprende el sector norte de la región patagónica de la Argentina, siempre al oriente del encadenamiento andino, en el sector volcánico del centro y sur de la provincia de Mendoza, del extremo noroccidental de La Pampa, y sectores boreales del norte de Neuquén. Es característico de la meseta de la Payunia.
La altitud generalmente van desde los 1000 m s. n. m. hasta los 3000 m s. n. m.

## Límites
Al oeste contacta con la Provincia fitogeográfica Altoandina, mientras que al este lo hace con la Provincia fitogeográfica del Monte. Al sur limita con la Provincia fitogeográfica Patagónica. 

## Afinidades florísticas
Este Distrito fitogeográfico guarda estrecha relación con el Distrito fitogeográfico Patagónico Subandino, y con el Distrito fitogeográfico Patagónico Occidental, ambos de la Provincia fitogeográfica Patagónica. También con el Distrito fitogeográfico Altoandino Cuyano de la Provincia fitogeográfica Altoandina. Hacia el oeste también destacan influencias de Dominio fitogeográfico Subantártico.

## Características
El trabajo de Martínez Carretero se basó entre otros campos en la sintaxonomía, bioclimatología, geosinfitosociología, y endemicidad de la región en cuestión. El análisis fitosociológico de la vegetación del área determinó que en ella se encuentran 19 asociaciones vegetales, pertenecientes a 5 órdenes fitosociológicos nuevos y 6 clases fitosociológicas. 
1 - Mulino-Verbenetea scopariae
* Fabiano-Stipetum speciosae atuelensis
* Adesmio-Prosopidastretum globosi
* Neospartetum aphylli
* Retanillo-Colliguajetum integerrimae
* Stillingio-Mulinetum spinosi
* Adesmietum pinifoliae
* Stipetum chrysophyllae crispulae
* Stipetum speciosae mediae,
* Poetum durifoliae.
2 - Larreetea divaricato-cuneifoliae
* Chuquirago-Stipetum hypsophilae;
3 - Panico urvilleani-Sporoboletea rigentis
* Calycero-Sporoboletum rigentis
* Hyalietum argenteae latisquama;
4 - Sarcocornietea perennis
* Distichletalia spicatae
5 - Suaedetea divaricatae
* Lycio-Sporoboletum mendocinae.
El análisis geosinfitosociológico basado en los complejos de vegetación determinó las unidades de paisaje. 
La comunidad climáxica de esta Provincia fitogeográfica es la estepa arbustiva. También se presentan estepas herbáceas y de caméfitos. Junto a los pequeños arroyos se presentan vegas. En sectores muy medanosos se presenta una estepa sammófila, mientras que en los salobres domina una estepa halófila. Hacia el oeste, al ser mayores las precipitaciones, predominan las estepas graminosas, siendo escasos los arbustos. 
La vegetación se muestra como un mar de arbustos bajos, compactos, y dispersos con abundante suelo desnudo. Entre ellos, algunas gramíneas bajas y duras del tipo del coirón, las que cuentan con espinas, resinas y esencias que las tornan desagradables para los herbívoros. La vegetación toda presenta adaptaciones para soportar déficit hídricos prolongados junto con fuertes vientos. La principal actividad económica es la ganadería ovina y caprina. El uso poco racional de las comunidades vegetales produjo un severo proceso de desertificación y degradación.

## Suelos
Los suelos se presentan con texturas gruesas y pobres en cuanto a materia orgánica. Abundan las arenas, los cantos rodados, y en especial los mantos basálticos, escorias y tobas volcánicas.
Genéticamente pertenecen a los órdenes Aridisoles y Entisoles, además de los afloramientos rocosos.

## Relieve
El relieve de esta extensa región se presenta como una sucesión de terrazas y mesetas aplanadas o algo onduladas, con sierras y montañas, y especialmente conos volcánicos. Durante el Plio-Pleistoceno y Holoceno temprano, la Payunia constituyó un área de intensa actividad volcánica; el resultado de ello pues verse en el paisaje actual.
La mayor parte de su superficie se enmarca al oeste por el cordón Andino volcánico, y hacia el este por el cordón de Retroarco. Entre los sistemas orográficos comprendidos en el cordón de Retroarco se incluyen la sierra de Auca Mahuida, la sierra de Chachuén, el cerro Payún Matrú, el cerro Payún Liso, el cerro Nevado, y el cerro Diamante. También se dice que tiene muchos campos Volcánicos

## Clima
El clima va de templado a frío, siendo muy seco. Las nevadas invernales pueden ser severas; casi no hay ningún período libre de heladas.Las lluvias, y en especial su rendimiento, aumentan hacia el sur y el oeste. Soplan durante todo el año fuertes vientos del cuadrante oeste.
El tipo climático característico es el Desértico Patagónico. Junto al borde oriental de la cordillera andina se presenta el clima Patagónico semiárido. En lo alto de las mesetas se presenta el clima Alpino. 
El análisis bioclimático, definido por el índice termo-pluviométrico, establece en el área descrita los bioclimas: Hiperárido, Árido, Semiárido inferior, Semiárido superior, y Subhúmedo.

## Especies principales
La Provincia fitogeográfica se caracteriza por presentar una estepa arbustiva donde dominan: Chuquiraga rosulata, y solupe (Ephedra ochreata); acompañan: el neneo (Mulinum spinosum), el llaollín (Lycium chilense), la melosa (Grindelia chiloensis), el crucero (Berberis grevilleana), Senecio covasii, Panicum urvilleanum, Oligoclados patagonicus, Junellia seriphioides, etc.

## Distritos fitogeográficos
Esta Provincia fitogeográfica fue seccionada en tres Distritos fitogeográficos:
- Distrito fitogeográfico de los matorrales de la Payunia
- Distrito fitogeográfico de los pastizales de la Payunia
- Distrito fitogeográfico de la vegetación halófila de la Payunia